# Дні білоруської і шведської поезії
Дні білоруської і шведської поезії - щорічний літературно-музикальний фестиваль, який традиційно проводиться в Пінську з 2002 року в межах програми Днів Швеції в Білорусі.
Організатором заходу є посольство Швеції в республіці Білорусь і Пінський міський виконавчий комітет. Організація фестивалю відбувається за підтримкою Шведського інституту (Стокгольм), а також Державної ради культури Швеції у кооперації з білоруськими партнерами (Міський дім культури, Полеський драматичний театр). В межах заходу ведуться літературні читання, семінари, а також Кубок молодіжної поезії, в якому беруть участь молоді автори з Пінська і Берестейської області до 18 років включно.
Фест має неабиякий внесок у розвиток культурних взаємин між Швецією і Білоруссю. На заході постійно присутні представники шведського посольства, Шведського інституту, а також представники білоруської влади. Кожного року в Пінськ відвідують які-небуть популярні шведські й білоруські літератури та музиканти. Зокрема, шведську літературу в різні роки було представлено читанням творів Інги-Ліни Лундквіст, Мікаеля Ніємі, Пітера Фроберга Ідлінга, Уліне Стіг, Клаудії Маркс, Марії Зенстром та інших. У 2009 році шведську музику представили такі відомі виконавці як Аніка Норлін із гурту «Hello Saferide» та Андреас Матсон. З білоруської сторони у різні роки свої твори читали Григорій Бородулін, Володимир Некляєв, Валентин Акудович, Юрій Гуменюк, Людка Сильнова, Валерія Кустова, Олег Мінкін, Алесь Рязанов, Єва Вежновець, Людмила Рубльовська, Володимир Орлов, Анатолій Вертинський, Світлана Бень та інші. Білоруська музика була представлена Дмитром Войтюшкевичем, Андрієм Хадановичем, гуртами «Red Cat» (під керівництвом Р. Б. Гагуа) та «Сальторелла».